# Jacek Potocki
Jacek Krzysztof Potocki (ur. 10 kwietnia 1969) – polski geograf, dr hab. nauk o Ziemi, profesor nadzwyczajny Katedry Zarządzania Strategicznego i Logistyki Wydziału Zarządzania Uniwersytetu Ekonomicznego we Wrocławiu, Międzynarodowych Centrum Ekologii PAN i Instytutu Turystyki i Rekreacji Państwowej Wyższej Szkoły Zawodowej im. Angelusa Silesiusa w Wałbrzychu.

## Życiorys
Publikował m.in. na łamach miesięczników "Na szlaku" i "n.p.m.".
20 listopada 1997 obronił pracę doktorską Geograficzne uwarunkowania rozwoju zagospodarowania turystycznego Sudetów od połowy XIX wieku do II wojny światowej, 15 kwietnia 2011 habilitował się na podstawie pracy zatytułowanej Funkcje turystyki w kształtowaniu transgranicznego regionu górskiego Sudetów. Został zatrudniony na stanowisku profesora nadzwyczajnego w Katedrze Zarządzania Strategicznego i Logistyki na Wydziale Zarządzania Uniwersytetu Ekonomicznego we Wrocławiu, w Instytucie Turystyki i Rekreacji Państwowej Wyższej Szkole Zawodowej im. Angelusa Silesiusa w Wałbrzychu, oraz w Międzynarodowym Centrum Ekologii PAN.
W 2013 roku został członkiem Zarządu Głównego Polskiego Towarzystwa Turystyczno-Kajoznawczego. W latach 2017–2019 pełnił funkcję prezesa PTTK. Zajmował się znakowaniem szlaków turystycznych. Jest autorem m.in. dokonanej w lipcu 2020 roku zmiany przebiegu zielonego Szlaku Zamków Piastowskich w rejonie Siedlęcina i Pilchowic
.